# Isaiah Briscoe
Isaiah Briscoe (Union, Nueva Jersey, 13 de abril de 1993) es un baloncestista estadounidense que pertenece al Maroussi BC de la A1 Ethniki de Grecia. Con 1,91 metros de estatura, juega en la posición de base.

## Trayectoria deportiva

### Universidad
Tras disputar en 2015 el prestigioso McDonald's All-American Game, jugó dos temporadas con los Wildcats de la Universidad de Kentucky, en las que promedió 10,9 puntos, 5,4 rebotes y 3,7 asistencias por partido.
Al término de su segunda temporada universitaria, anunció que se presentaría al Draft de la NBA de 2017, renunciando así a los dos años que le quedaban de carrera.

#### Estadísticas
| Año     | Equipo   | PJ | PT | MPP  | %TC  | %3P  | %TL  | RPP | APP | ROB | TPP | PPP  |
| ------- | -------- | -- | -- | ---- | ---- | ---- | ---- | --- | --- | --- | --- | ---- |
| 2015–16 | Kentucky | 34 | 33 | 32.2 | .439 | .135 | .460 | 5.3 | 3.1 | 1.0 | .1  | 9.6  |
| 2016–17 | Kentucky | 36 | 36 | 30.4 | .470 | .288 | .635 | 5.4 | 4.2 | .8  | .2  | 12.1 |
| Total   | Total    | 70 | 69 | 31.3 | .455 | .229 | .555 | 5.4 | 3.7 | .9  | .2  | 10.9 |

### Profesional
Tras no ser elegido en el Draft de la NBA de 2017, fue invitado por los Philadelphia 76ers a participar en las ligas de verano, con los que disputó seis partidos, en los que promedió 5,5 puntos y 2,2 asistencias. El 14 de septiembre firmó con los Portland Trail Blazers para realizar la pretemporada con el equipo. Tres días antes del comienzo de la competición es cortado por los Blazers.
En noviembre fichó por el BC Kalev/Cramo de la KML de Estonia.
El 6 de julio de 2018 firmó contrato con los Orlando Magic de la NBA. Tras 39 encuentros, el 4 de abril de 2019, fue cortado por los Magic.
El 25 de octubre de 2019, firma por el ratiopharm Ulm de la Basketball Bundesliga (BBL) alemana, donde estuvo hasta enero de 2020. El 1 de febrero, firmapor el King Szczecin de la PLK de Polonia, donde disputó 3 encuentros antes de finalizar la temporada por el parón del COVID-19.
El 26 de octubre de 2021, firma por los Iowa Wolves, con los que disputó dos temporadas en la G League.
En septiembre de 2023 firma con el Maroussi BC de la A1 Ethniki de Grecia.

### Selección nacional
Representó a Estados Unidos en el FIBA Américas Sub-18 de Colorado 2014, donde ganó la medalla de oro.

## Estadísticas de su carrera en la NBA

### Temporada regular
| Año     | Equipo  | PJ | PT | MPP  | %TC  | %3P  | %TL  | RPP | APP | ROB | TPP | PPP |
| ------- | ------- | -- | -- | ---- | ---- | ---- | ---- | --- | --- | --- | --- | --- |
| 2018-19 | Orlando | 39 | 0  | 14.3 | .399 | .324 | .577 | 1.9 | 2.2 | .3  | .1  | 3.5 |
| Total   | Total   | 39 | 0  | 14.3 | .399 | .324 | .577 | 1.9 | 2.2 | .3  | .1  | 3.5 |